# Egbert von Berger
Egbert Erich Louis von Berger (* 26. Dezember 1823 in Stade; † 30. März 1878 in Hannover) war ein preußischer Generalmajor und Kommandeur der 32. Infanterie-Brigade.

## Leben

### Herkunft
Egbert war ein Sohn des hannoverischen Generalleutnants Ludwig Heinrich Georg von Berger (1799–1858) und dessen erster Ehefrau Charlotte, geborene von Marschalck (1800–1834).

### Militärkarriere
Nach seiner Ausbildung an einer Privatschule trat Berger am 1. Mai 1840 als Kadett in das Garde-Regiment der Hannoverschen Armee ein und avancierte bis Anfang September 1848 zum Premierleutnant. Während der Revolution 1848/49 nahm er an der Besetzung Altenburgs teil und stieg am 1. Januar 1853 zum Adjutanten des I. Bataillons auf. Nach seiner Beförderung zum Hauptmann erfolgte am 1. November 1856 die Ernennung zum Kompaniechef. Am 27. Mai 1864 wurde Berger als Major in das 2. Infanterie-Regiment versetzt, mit dem er 1866 während des Krieges gegen Preußen an der Schlacht bei Langensalza teilnahm. Dafür erhielt er das Ritterkreuz I. Klasse des Ernst-August-Ordens. Nach dem verloren Krieg wurde das Königreich Hannover durch Preußen annektiert und die Hannoverische Armee aufgelöst.
Daher trat Berger am 9. März 1867 in die Preußische Armee über. Er wurde als Major und Kommandeur des II. Bataillons im 1. Magdeburgischen Infanterie-Regiment Nr. 26 angestellt und avancierte bis Ende Juni 1870 zum Oberst. Bei der Mobilmachung anlässlich des Krieges gegen Frankreich wurde er am 18. Juli 1870 Kommandeur des 3. kombinierten Pommerschen Landwehr-Regiments, das er bei den Belagerungen von Straßburg und Belfort sowie bei St. Germain, les Errues und Peroux führte. Ausgezeichnet mit dem Eisernen Kreuz II. Klasse wurde Berger am 20. März 1871 zu den Offizieren von der Armee überführt und am 1. August 1871 zum Kommandeur des 5. Pommerschen Infanterie-Regiment Nr. 42 ernannt. Außerdem erhielt er am 19. September 1871 das Eiserne Kreuz I. Klasse. Unter Stellung à la suite seines Regiments erfolgte am 13. Juli 1874 seine Versetzung als Kommandeur der 32. Infanterie-Brigade nach Trier. In dieser Eigenschaft wurde er am 27. Juli 1874 zum Generalmajor befördert, bevor man ihn am 11. März 1876 unter Verleihung des Roten Adlerordens II. Klasse mit Eichenlaub und der gesetzlichen Pension zur Disposition stellte.
Er starb unverheiratet am 30. März 1878 in Hannover.